# Die Legenden von Andor
Die Legenden von Andor ist das erste Brettspiel von Michael Menzel, der auch die Illustrationen vornahm. Es erschien 2012 im Franckh-Kosmos-Verlag und wurde zum Kennerspiel des Jahres 2013 gewählt. Das strategische, rundenbasierte Brettspiel gehört dabei zu den kooperativen Spielen. Ziel ist es, die namensgebenden Legenden durchzuspielen, bei denen die Spieler zusammen Aufgaben erfüllen müssen. So gewinnen oder verlieren die Spieler gemeinsam. In den Folgejahren wurden mehrere Erweiterungen veröffentlicht, wodurch Legenden hinzukamen, die von einem Einzelspieler gespielt werden können oder bei dem die Spieler gegeneinander spielen.
Zudem erschien auf Anregung von Michael Menzel und von ihm illustriert im Jahr 2015 das von Gerhard Hecht entwickelte Zweipersonenkartenspiel „Die Legenden von Andor – Chada & Thorn“, die Solovariante „Stinner – Der Seekrieger“ sowie im Jahr 2019 das Sechspersonenkartenspiel „Die Befreiung der Rietburg – Ein Spiel in der Welt von Andor“.
Ebenfalls 2015 erschien im Kosmos-Verlag der von Stefanie Schmitt geschriebene und von Michael Menzel illustrierte Roman „Die Legenden von Andor – das Lied des Königs“, in dem die Vorgeschichte zum Spiel erzählt wird.
Im Jahr 2020 erschien im Kosmos-Verlag Andor Junior für Kinder ab sieben Jahren woraus eine eigene Reihe und Welt entstand.
Im Jahr 2022 erschien die Graphic Novel „Varkus Erwachen“, die die Geschichte Varkurs erzählt. Hierzu wurde auf der Spiel 2022 ein Promo mit einer Vorgeschichte veröffentlicht.

## Thema und Ausstattung
Das Spiel erzählt im Spielverlauf die namensgebenden Legenden von Andor. Die Spieler schlüpfen hierzu in die Rollen von Spielfiguren, die als „Helden von Andor“ oder einfach „Helden“ bezeichnet werden. Diese haben unterschiedliche Eigenschaften und Fähigkeiten, die im Spielverlauf variieren und durch Ausrüstungsgegenstände ergänzt werden können. Dadurch besitzt das Spiel auch Anklänge an Pen-&-Paper-Rollenspiele. Aufgabe der Helden ist es, gemeinsam das mittelalterliche Fantasy-Königreich Andor vor der Invasion böser Kreaturen zu schützen. Die wesentlichen Elemente des Spieles lernen die Spieler in den beiden Teilen des in Form eines Tutorials gestalteten Einführungsspiels (Losspiel-Anleitung) kennen. Das Spielziel wird Legendenziel genannt und variiert je nachdem welche Legende gespielt wird. Welche Aufgaben die Spieler zur Erreichung des Legendenziels erfüllen müssen, erfahren sie erst im Verlauf des Spiels.
Im Basisspiel sind fünf spielbare Legenden enthalten, eine sechste Legende kann von den Spielern selber erschaffen werden. Hierfür bietet Michael Menzel auf der Webseite zum Spiel einen „Developer Guide“ an. In neueren Versionen des Basisspiels sind statt der sechsten Legende Legendenkarten zum einfacheren Spiel enthalten. Die Regeln zum vereinfachten Spiel können außerdem von der offiziellen Seite in Form eines „Leichter Spielen PDF“s heruntergeladen werden. Das Spiel enthält neben dem Begleitheft und der Losspiel-Anleitung für die erste Legende sehr viel Spielmaterial, mit dem die verschiedenen Legenden gespielt werden:
- ein doppelseitiger Spielplan – auf der Vorderseite befindet sich das fiktive Land Andor, welches für die ersten drei Legenden und die fünfte verwendet wird, die Rückseite zeigt die Mine der Schildzwerge, welche für die Legende 4 verwendet wird
- 71 Legendenkarten, die die einzelnen Legenden beschreiben und durch die Erzählerfigur aktiviert und einem Mitspieler vorgelesen werden
- eine Legendenkarte „Checkliste“
- eine Ausrüstungstafel, auf der Rückseite befindet sich die Kampftafel
- vier Heldentafeln
- eine Erzählerfigur
- acht Heldenfiguren, davon je eine weibliche und eine männliche Figur:
  - Bogenschützin Chada/Bogenschütze Pasco aus dem Wachsamen Wald (grün)
  - Krieger Thorn/Kriegerin Mairen aus dem Rietland (blau)
  - Zauberin Eara/Zauberer Liphardus aus dem Norden (violett)
  - Zwerg Kram/Zwergin Bait aus den Tiefminen (gelb)
- 28 Kreaturenfiguren
  - 16 Gors (rot)
  - 5 Skrale (rot)
  - 5 Trolle (rot)
  - 2 Wardraks (schwarz)
- 5 weitere Figuren
  - Dunkler Magier (schwarz)
  - Hexe (hellgrau)
  - Prinz Thorald (hellgrau)
  - Schildzwerge (hellgrau)
  - Drache (schwarz)
- ein Turm
- 20 Würfel, davon 4 blaue, 5 grüne, 3 gelbe, 1 violetter, 3 rote und 4 große schwarze
- 9 Holzscheiben, davon je zwei blaue, grüne, gelbe und violette sowie eine rote
- 5 Holzsteine, von jeder Farbe einen
- 4 Brunnenplättchen
- 15 Nebelplättchen
- 8 Sternchen
- 3 rote X
- 1 N-Plättchen
- 7 blaue Textplättchen für die erste Legende
- 15 Kreaturenplättchen
- vier Bauernplättchen, auf deren Rückseite sich ein goldener Schild befindet
- 66 Ereignis- und Schicksalskarten
- 26 Goldplättchen mit den Werten 1, 2 und 5
- 6 Pergamente
- ein Giftplättchen und 3 Heilkräuterplättchen
- 6 Runensteine
- 11 Edelsteine
- 8 Geröllplättchen
- 24 Ausrüstungsgegenstände: 4 Schilde, 3 Bögen, 2 Falken, 3 Helme, 5 Trinkschläuche, 2 Fernrohre und 5 Tränke der Hexe

## Spielprinzip
Die Helden haben zur Erreichung des Legendenziels eine bestimmte Anzahl Spielrunden zur Verfügung, die durch den Fortgang der Legenden und den besiegten Kreaturen bestimmt werden. Eine Spielrunde repräsentiert dabei den Verlauf eines Tages. Die Spieler haben pro Spielrunde mehrere Züge, die für ihren Helden einen Zeitaufwand von einer Stunde darstellen. Die Helden können in diesen Zügen jeweils entweder begrenzt viele Felder über den das Land Andor darstellenden Spielplan laufen oder gegen ihre Gegner kämpfen. Zudem können sie auf bestimmten Feldern oder mit bestimmten Gegenständen Sonderaktionen durchführen oder mit Nicht-Spieler-Figuren interagieren und handeln. Kämpfe werden ausgewürfelt. Die Helden agieren meistens sieben Stunden am Tag, Mehrarbeit ist nur unter besonderer Willensanstrengung möglich, dargestellt durch den Abzug von zwei Willenspunkten pro Stunde Mehrarbeit. Zur Erfüllung der Aufgaben stehen den Helden zudem verschiedene Hilfsmittel und Ausrüstungsgegenstände zur Verfügung, die auf dem Spielplan gefunden oder bei Händlern erworben werden können.
Eine Legende endet, wenn entweder die Spieler ihre Aufgaben erfüllt und somit das Legendenziel erreicht haben oder wenn eine bestimmte Anzahl von Kreaturen die Burg erreicht und damit erobert hat oder wenn alle Spielrunden gespielt wurden. In den beiden letzten Fällen haben die Spieler verloren.

## Erweiterungen

### Eigenständige Spiele (offiziell)
- Die Legenden von Andor – Chada & Thorn[12], (Zweipersonenkartenspin-Off) erschienen 2. Quartal 2015
- Die Legenden von Andor: Teil Ⅲ – „Die letzte Hoffnung“[18], (Eigenständige Erweiterung) erschienen September 2016
- Adventures of Hadria[19], („Testballon“app/„Testballon“(-Browser)-Single-Player-Spiel[20] für Android, iOS und Browser – wurde aus Google Play und App Store entfernt[21], von APKPure kann es weiterhin für Android heruntergeladen werden[22]) erschienen März 2017
- Die Legenden von Andor – Das Geheimnis des Königs[23], (iOS/Android Single-Player-Spiel) erschienen 2019
- Die Befreiung der Rietburg – Ein Spiel in der Welt von Andor[24], (Eigenständiger Kartenspin-Off) erschienen 2019
- Andor: StoryQuest – Dunkle Pfade[25], (Eigenständiger Solokartenspin-Off) erschienen September 2021
- Die Legenden von Andor: Die Ewige Kälte – Der Beginn einer neuen Ära[26], (Eigenständige Erweiterung, inoffiziell häufig als „Teil 4“ bezeichnet) erschienen 21. Dezember 2022
- Die Legenden von Andor – Big Box, erschienen August 2023[27]

Sie enthält:
- das Grundspiel in der neueren Edition (mit grünen Leichter-Spielen-Karten, anstatt „Legende 6 – Erfinde deine eigene Legende“)
- die Materialien aus der neuen Bonus-Box von 2024
- die Materialien aus der Ergänzung „Neue Helden“, allerdings mit dem schwarzen Augenwürfel aus „Dunkle Helden“ (statt der verstärkten Kraturenleiste) und ohne dem zusätzlichen Schwarzen Herold (stattdessen wird der aus der BonusBox genutzt)

- Die Legenden von Andor – Das ferne Land[28], (Eigenständige Erweiterung) wird im Mai 2025 erscheinen

### Erweiterungen (offiziell)
- Die Legenden von Andor – Der Sternenschild, erschienen Herbst 2013[29]
- Die Legenden von Andor: Teil Ⅱ – „Die Reise in den Norden“, erschienen Herbst 2014[30]
- Die Legenden von Andor – Die Bonus Box (alte, große Version), erschienen September 2017[31]
- Die Legenden von Andor – Die verschollenen Legenden „Alte Geister“, erschienen Oktober 2018[32]
- Die Legenden von Andor – Die verschollenen Legenden „Düstere Zeiten“, erschienen Herbst 2020[33]
- Die Legenden von Andor – Herz aus Eis, (Erweiterung für das iOS/Android Single-Player-Spiel) erschienen am 4. Oktober 2023[34]
- Die Legenden von Andor – Die Bonus Box (neue, kleine Version ohne Gildas Met, ohne Andor-Soundtrack von Elane, die Barbaren in einer neuen Version mit beiger Farbe und Orfen in einer neuen Version mit dunkelblauer Farbe), erschienen März 2024[35]

### Ergänzungen (offiziell)
- Die Legenden von Andor – „Neue Helden“, Ergänzung für fünf bis sechs Spieler (offiziell nur in Teil Ⅰ und Teil Ⅱ spielbar (nach der Geschichte wohl auch Teil Ⅲ)), erschienen April 2014[36]
- Die Legenden von Andor – „Dunkle Helden“, Ergänzung für fünf bis sechs Spieler (offiziell nur in Teil Ⅲ und auch Teil Ⅰ spielbar (nach der Geschichte allerdings ausschließlich Teil Ⅲ)), erschienen April 2017[37]
- Die Legenden von Andor – „Magische Helden“, Ergänzung für fünf bis sechs Spieler (offiziell nicht spielbar in der ewigen Kälte (nach der Geschichte wohl erst kurz vor der ersten verschollenen Legende der alten Geister)), erschienen September 2021[38]

### Zusatzmaterial (offiziell)
Hier wird nur offizielles Zusatzmaterial gesammelt, das zu einem Andor-Brettspiel gehört. Materialien für die Kartenspinoffs werden hier also nicht gesammelt. Nicht herunterladbare, also nur durch Promo-Aktionen oder durch den Zukauf passender Erweiterungen erhältliches Zusatzmaterial wird hervorgehoben.

#### Bonuslegenden
- 1. Die Befreiung der Mine, erschienen Juli 2012[39]
- 2. Die Eskorte des Königs, erschienen März 2013[40]
- 3. Der Kampf um Cavern, erschienen Juli 2014[41]
- 4. Die Jagd, erschienen März 2015[42]
- 5. Die Rückkehr der Schwarzen Kogge (Die Reise in den Norden), erschienen Dezember 2015[43]
- 6. Die Rückkehr, erschienen September 2016[44]
- Bonuslegenden in der Bonus-Box (alte große Version, erschienen September 2017)[45], Big Box (erschienen August 2023)[46] und Bonus-Box (neue, kleine Version, erschienen März 2024)[47]:
  - BB1. Der Angriff der Barbaren, erschienen September 2017[48]/August 2023[49]/März 2024
  - BB2. Die Eskorte des Königs, erschienen September 2017[50]/August 2023[51]/März 2024
  - BB3. Die Befreiung der Mine, erschienen September 2017[52]/August 2023[53]/März 2024
  - BB4. Der Vorbote des Feuers, erschienen September 2017[54]/August 2023[55]/März 2024
- 7. Die vierte Statue (Die verschollene Legenden – „Alte Geister“), erschienen Oktober 2018[56]
- 8. Die Suche nach Grenolin (Die Reise in den Norden), erschienen März 2020[57]
- 9. Der Marsch der Trolle (Die verschollene Legenden – „Düstere Zeiten“), erschienen Dezember 2020[58]
- 10. Im Bann von Choranat (Magische Helden), erschienen Dezember 2022[59][60]
- 11. Orrenah (Die ewige Kälte), erschienen 3. Oktober 2024[61]

#### Heldentableaus
- Orfen, Wolfskrieger/Marfa, Wolfskriegerin (ersetzen den Zwerg Kram und die Zwergin Bait; gelb), erschienen Juli 2012[62]
- Der Fremde/Die Fremde (Vorlage zum Erstellen eigener Helden), erschienen Juni 2013[63]
- (Stinner, Seekrieger/Stianna, Seekriegerin („ersetzen“ die Beschwörerin Darh, den Beschwörer Darhen; beige; Teil der Erweiterung „Die Reise in den Norden“), erschienen Herbst 2014[30])
- Der Unbekannte Krieger (Vorlage zum Erstellen eigener Helden), erschienen Dezember 2014[64]
- Naraven (Vorlage zum Erstellen eigener Helden), erschienen November 2015[65]
- (Kirr, der Zauberer der Zeit („ersetzt“ die Zauberin Eara/den Zauberer Liphardus; lila); Teil der Bonus-Legende „Die Rückkehr der Schwarzen Kogge“, erschienen Dezember 2015[43])
- Juna (Vorlage zum Erstellen eigener Helden), erschienen März 2016[66]
- Die Dunkle Eara/Der Dunkle Liphardus (ersetzen die Zauberin Eara und den Zauberer Liphardus; lila), erschienen Oktober 2016[67]
- Orfen, Wolfskrieger/Marfa, Wolfskriegerin (ersetzen den Bewahrer Arbon und die Bewahrerin Talvora; dunkelgraue Version aus der Bonus Box), erschienen September 2017[68]
- Jarid, Wassermagierin/Jarim, Wassermagier (ersetzen den Krieger Thorn und die Kriegerin Mairen; blau), erschienen Mai 2019[69]
- Santa Gor (ersetzt die Bogenschützin Chada und den Bogenschützen Pasco; grün), erschienen Dezember 2021[70]
- Orfen, Wolfskrieger/Marfa, Wolfskriegerin (ersetzen den Seher Leander, die Seherin Leane, die Runenmeisterin Iril und den Runenmeister Ilar; dunkelblaue Version aus der Big Box), erschienen August 2023[27]
- Grent, Bergkrieger/Grena, Bergkriegerin (ersetzen die Zauberin Eara und den Zauberer Liphardus; lila), ist am 5. Oktober 2023 erschienen[71]

#### Mini-Erweiterungen – nicht aufgeführt sind solche, die nicht in deutscher Sprache erschienen sind
- Der Ruf der Skrale – große Legendenkarte, mit der der Schwierigkeitsgrad der Legenden 2 bis 5 erhöht werden kann; erschienen Oktober 2012[72]
- Das letzte Lagerfeuer – große Legendenkarte, mit der der Schwierigkeitsgrad der Legenden 2 bis 5 gesenkt werden kann; erschienen Januar 2013
- Die Wunschbrunnen – große Legendenkarte, mit der in der Ära des Sternenschilds der Schwierigkeitsgrad aufgrund der Erfüllung von Wünschen durch Opferung von Brunnen gesenkt werden kann; erschienen Oktober 2013[73]
- Die Nixe Irja – große Legendenkarte für die Legenden der Reise in den Norden, erschienen August 2014[74]
- Die Taverne von Andor – große Legendenkarte, mit der der Schwierigkeitsgrad der Legenden 2, 3, 5 und der Ära des Sternenschildes gesenkt werden kann, Beilage zum Oktober 2015 erschienenen Roman
- Koram, der Gorhäuptling – große Legendenkarte für die Legenden 2 bis 5 und die Ära des Sternenschilds, ursprünglich Oktober 2015 für den italienischen Markt erschienen, deutschsprachige Version erschienen November 2015[75]
- Das Chaos – große Legendenkarte, mit der der Schwierigkeitsgrad der Legenden 12 bis 16 erhöht werden kann, erschienen Oktober 2016[76]
- Garz, der Handelszwerg – große Legendenkarte, mit der der Schwierigkeitsgrad der Legenden 12 bis 17 gesenkt werden kann, erschienen Oktober 2016[77]
- Das Licht der 5. Stunde – große Legendenkarte, mit welcher in allen Legenden der Schwierigkeitsgrad gesenkt werden kann, erschienen Oktober 2017[78]
- Launische Waldgeister – große Legendenkarte, mit welcher der Schwierigkeitsgrad der „verschollenen Legenden ‚Alte Geister‘“ wahlweise erhöht oder gesenkt werden kann, erschienen Oktober 2018[79]
- Zwei junge Bewahrer – große Legendenkarte, mit welcher in den „verschollenen Legenden ‚Düstere Zeiten‘“ der Schwierigkeitsgrad erhöht werden kann, erschienen Oktober 2020
- Varatans Leuchtturm – große Legendenkarte, mit welcher der Schwierigkeitsgrad der Legenden der Reise in den Norden gesenkt werden kann, ursprünglich Juni 2017 für den englischen Markt erschienen, deutschsprachige Version erschienen Februar 2022[80]
- Dunkler Magier – vier normalgroße Legendenkarten mit weiteren Legendenzielen für Legende 3, Beilage zur Graphic Novel „Varkurs Erwachen“, erschienen 8. Oktober 2022[81]
- Der magische Sturm – große Legendenkarte, mit welcher der Schwierigkeitsgrad der Legenden der ewigen Kälte erhöht werden kann
- Die Bruderfeuer – große Legendenkarte für die ewige Kälte ist am 7. Oktober 2023 erschienen[82]

#### Spielvarianten
- Solo-Variante für Legende 3, erschienen Juli 2012[83]
- Der Bruderschild; Teil der Ergänzung „Neue Helden“, erschienen April 2014; Teil des eigenständigen Spiels „Die Big Box“, erschienen August 2023
- Der schwarze Herold; Teil der Ergänzung „Neue Helden“, erschienen April 2014; Teil des eigenständigen Spiels „Die Big Box“, erschienen August 2023
- Der Trunkene Troll; Teil der Ergänzung „Neue Helden“, erschienen April 2014; Teil des eigenständigen Spiels „Die Big Box“, erschienen August 2023
- Grenolin der Barde; Teil der Erweiterung „Die Reise in den Norden‘“, erschienen Herbst 2014
- Die Nord-Brunnen; Teil der Erweiterung „Die Reise in den Norden‘“, erschienen Herbst 2014
- Besondere Figuren für eure eigenen Legenden; Beilage der Figuren „Warx, der König der Nerax“ (Figur wird für die Bonus-Legende „Die Suche nach Grenolin“ gebraucht), „Irja, die Nixe“ (Figur wird für die Mini-Erweiterung „Die Nixe Irja“ gebraucht) und „Unbekannter Krieger“ (Figur wird für den Blanko-Helden „Der unbekannte Krieger“ gebraucht) zur Erweiterung „Die Reise in den Norden‘“, erschienen Herbst 2014
- Leichter Spielen; Teil des Grundspiels, Erscheinungsdatum unbekannt (irgendwann zwischen 2015 und Oktober 2016)
- Leichter Spielen PDF; erschienen März 2016
- Leichter Spielen „Stufe 1“; Teil der Erweiterung „Die letzte Hoffnung“, erschienen September 2016
- Leichter Spielen „Stufe 2“; Teil der Erweiterung „Die letzte Hoffnung“, erschienen September 2016
- Stanztafel „Die Feinde von Andor“; Promo zum Fan-Legenden-Wettbewerb 2017, erschienen Februar 2017[84]
- Marun, die Tapfere; Teil der Ergänzung „Dunkle Helden“, erschienen April 2017
- Merriks Karte; Teil der Ergänzung „Dunkle Helden“, erschienen April 2017
- Freund und Feind; Teil der Erweiterung „Die Bonus-Box“, erschienen September 2017 (alte große Version); Teil des eigenständigen Spiels „Die Big Box“, erschienen August 2023
- Zusätzliche Figur für eure eigenen Legenden; Beilage der Figur „Gilda, die Wirtin der Taverne“ zur Erweiterung „Die verschollenen Legenden ‚Alte Geister‘“, erschienen Oktober 2018
- Die Zwergentüren; Teil der Erweiterung „Die verschollenen Legenden ‚Düstere Zeiten‘“, erschienen Herbst 2020
- Der Nachtmodus; Teil der Erweiterung „Die verschollenen Legenden ‚Düstere Zeiten‘“, erschienen Herbst 2020
- Die Mondbeeren; Teil der Ergänzung „Magische Helden“, erschienen September 2021
- Die weißen Ereigniskarten; Teil des eigenständigen Spiels „Die Big Box“, erschienen August 2023 (als eigenständig spielbarer Teil der Variante „Freund und Feind“)
- Die Fluggors; Teil des eigenständigen Spiels „Die Big Box“, erschienen August 2023 (als eigenständig spielbarer Teil der Variante „Freund und Feind“)

### Fanprodukte
Es gibt mittlerweile über 300 Fanlegenden, mehrere inoffizielle Erweiterungen, Mini-Erweiterungen, Spielvarianten und digitale Projekte in dem von dem Autor unterstützten offiziellen Forum.

## Chronologische Einordnung der bisher erschienen Andor Produkte
Im Folgenden eine Einordnung der im Artikel aufgeführten Produkte in ihrer chronologischen Reihenfolge:
- Graphic Novel: „Varkurs Erwachen“
- Roman: „Die Legenden von Andor – Das Lied des Königs“
- Grundspiellegende 1/Bigboxlegende 1: „Die Ankunft der Helden“ (Einführungsspiel/Losspiel-Anleitung)
- Grundspiellegende 2/Bigboxlegende 2: „Die Heilung des Königs“
- Bonusboxlegende 1/Bigboxbonuslegende 1: „Der Angriff der Barbaren“
- Eigenständige Erweiterung: „Die Legenden von Andor: Die Ewige Kälte – Der Beginn einer neuen Ära“[89] Legende 1: „Der Winterstein“
- Eigenständige Erweiterung: „Die Legenden von Andor: Die Ewige Kälte – Der Beginn einer neuen Ära“ Legende 2: „Das Land der zwei Brüder“
- Eigenständige Erweiterung: „Die Legenden von Andor: Die Ewige Kälte – Der Beginn einer neuen Ära“ Legende 3: „Die Spure der Macht“
- 11. Bonus-Legende: „Orrenah“[90]
- Eigenständige Erweiterung: „Die Legenden von Andor: Die Ewige Kälte – Der Beginn einer neuen Ära“ Legende 4: „Die Pranken des Winters“
- App-Erweiterung: „Herz aus Eis“
- währenddessen Eigenständige Erweiterung: „Das ferne Land“
- Grundspiellegende 3/Bigboxlegende 3: „Die Tage des Widerstands“
- App: „Die Legenden von Andor – Das Geheimnis des Königs“
- Bonuslegende 2/Bonusboxlegende 2/Bigboxbonuslegende 2: „Die Eskorte des Königs“
- Grundspiellegende 4/Bigboxlegende 4: „Das Geheimnis der Mine“
- Bonuslegende 1/Bonusboxlegende 3/Bigboxbonuslegende 3: „Die Befreiung der Mine“ währenddessen: Bonusboxsololegende 4/Bigboxbonussololegende 4: „Der Vorbote des Feuers“
- Grundspiellegende 5/Bigboxlegende 5: „Der Zorn des Drachens“, sie beinhaltet auch die Befreiung der Rietburg, welche in dem eigenständigen Kartenspin-Off „Die Befreiung der Rietburg – Ein Spiel in der Welt von Andor“ ausführlicher beschrieben ist
- alte Grundspiellegende 6: „Das Erbe des Drachen“ (Erfinde deine eigene Legende)
- Erweiterung: „Die Legenden von Andor – Die verschollenen Legenden ‚Alte Geister‘“
- Bonuslegende 7: „Die vierte Statue“
- Erweiterung: „Die Legenden von Andor – Der Sternenschild“
- vermutlich: Bonuslegende 10: „Im Bann von Choranat“ (die Autoren wollen sich auf eine genaue Zeit nicht festlegen[91])
- Bonuslegende 3: „Der Kampf um Cavern“
- Erweiterung: „Die Legenden von Andor – Die verschollenen Legenden ‚Düstere Zeiten‘“, Legende 1: „Schatten über Cavern“
- Erweiterung: „Die Legenden von Andor – Die verschollenen Legenden ‚Düstere Zeiten‘“, Legende 2: „Fremde Heimat“
- Bonuslegende 9: „Der Marsch der Trolle“
- Erweiterung: „Die Legenden von Andor – Die verschollenen Legenden ‚Düstere Zeiten‘“, Legende 3: „Der letzte Schatten“
- Erweiterung: „Die Legenden von Andor: Teil Ⅱ – ‚Die Reise in den Norden‘“ Legende 7: „Die Suche nach dem Kartographen“
- Erweiterung: „Die Legenden von Andor: Teil Ⅱ – ‚Die Reise in den Norden‘“ Legende 8: „Ein Sturm zieht auf“
- Erweiterung: „Die Legenden von Andor: Teil Ⅱ – ‚Die Reise in den Norden‘“ Legende 9: „Die Mächte des Meeres“
- Bonuslegende 8: „Die Suche nach Grenolin“
- Erweiterung: „Die Legenden von Andor: Teil Ⅱ – ‚Die Reise in den Norden‘“ Legende 10: „Hadria“ währenddessen: Bonussololegende 4: „Die Jagd“
- parallele Handlungsstränge:

a. Chada & Thorn
1. Eigenständiger Zweipersonenkartenspin-Off: „Die Legenden von Andor – Chada & Thorn“
2. Bonuslegende 5: „Die Rückkehr der schwarzen Kogge“
3. Bonusminilegende 6: „Die Rückkehr“

b. Stinner
1. Solovariante „Stinner, der Seekrieger“ des eigenständigen Zweipersonenkartenspin-Offs „Die Legenden von Andor – Chada & Thorn“
2. Bonuslegende 5: „Die Rückkehr der schwarzen Kogge“
3. Stinner baut nach Story „Klippenwacht“ wieder auf und gründet das zweite „Varatanien“; keine spielbare Legende

c. Eara
1. App: „Adventures of Hadria“
2. ob, wann und wie jemals die Geschichte Earas fertiggestellt wird, ist unklar
3. Heldin „Eara“ aus „Die Legenden von Andor: Teil Ⅲ – ‚Die letzte Hoffnung‘“/Bonusheldin „Die Dunkle Eara“ kehrt nach Andor zurück

d. Kirr
1. Freund im Zweipersonenkartenspin-Off „Die Legenden von Andor – Chada & Thorn“
2. Bonuslegende 5: „Die Rückkehr der schwarzen Kogge“
3. unklar, vermutlich bleibt er im Norden zurück

e. Neue und magische Helden, Jarid, Santa Gor (unklar)
Im Allgemeinen lässt sich sagen, dass alle Helden außer Kram, Orfen (und den dunklen Helden) in den Norden gereist sind. Bei Fenn ist dies explizit bestätigt.
1. Fenn
  1. Fenn kann wohl nicht in Hadria oder im Norden verstorben sein, könnte aber wohl zusammen mit Chada, Kirr, Stinner und Thorn in Narkon gestrandet sein oder auf einem anderen Schiff gen Andor gesegelt sein.
  2. So ist es möglich, dass er sich an der „Bonuslegende 5: ‚Die Rückkehr der schwarzen Kogge‘“ beteiligt hat. In der Bonuslegende wird nicht explizit ausgeschlossen, dass mit Fenn gespielt wird.
  3. So wäre es auch möglich, dass er mit den anderen Helden in den Süden gezogen ist. Allerdings kann die letzte Hoffnung nicht mit den neuen Helden bespielt werden.

2. Bragor
  1. Bragor könnte in Hadria oder im Norden verstorben sein, zusammen mit Chada, Kirr, Stinner und Thorn in Narkon gestrandet sein oder auf einem anderen Schiff gen Andor gesegelt sein.
  2. Sollte Bragor nicht gestorben sein, wäre es möglich, dass er sich an der „Bonuslegende 5: ‚Die Rückkehr der schwarzen Kogge‘“ beteiligt hat. In der Bonuslegende wird nicht explizit ausgeschlossen, dass mit Bragor gespielt wird.
  3. Es kann sein, dass Bragor in seiner Heimat geblieben ist, aber es wäre auch möglich, dass er mit den anderen Helden in den Süden gezogen ist. Allerdings kann die letzte Hoffnung nicht mit den neuen Helden bespielt werden.

3. Alle anderen
  1. Die Helden könnten in Hadria oder im Norden verstorben sein, zusammen mit Chada, Kirr, Stinner und Thorn in Narkon gestrandet sein oder auf einem anderen Schiff gen Andor gesegelt sein.
  2. Sollten sie nicht gestorben sein, wäre es möglich, dass er sich an der „Bonuslegende 5: ‚Die Rückkehr der schwarzen Kogge‘“ beteiligt haben. In der Bonuslegende wird nicht explizit ausgeschlossen mit magischen oder neuen Helden oder Jarid oder dem Santa Gor zu spielen.
  3. So wäre es, sollten sie nicht gestorben sein, auch möglich, dass sie mit den anderen Helden in den Süden gezogen sind. Allerdings kann die letzte Hoffnung weder mit den neuen Helden noch mit Santa Gor bespielt werden.

- Eigenständige Erweiterung: „Die Legenden von Andor: Teil Ⅲ – ‚Die letzte Hoffnung‘“

## Auszeichnungen
- As d’Or 2013 in der Kategorie Jeu de l’Année
- Spiele Hit mit Freunden 2013
- Kennerspiel des Jahres 2013
- Juego del Año 2013
- Graf Ludo – beste Familienspielgrafik 2013
- Nederlandse Spellenprijs 2014 Experts[96]

## Übersetzungen
- Englisch: Legends of Andor (bei Fantasy Flight Games[1]; später bei Thames and Kosmos[2])
- Französisch: Andor (bei Iello[3])
- Griechisch: ΘΡΥΛΟΙ ΤΗΣ ΑΝΤΟΡ (bei Kaissagames[4])
- Italienisch: Le Leggende Di Andor (bei Giochiuniti[5])
- Niederländisch: De Legenden van Andor (bei 999 Games[6])
- Polnisch: Legendy krainy Andor (bei Galakta[7])
- Spanisch: Las Leyendas de Andor (bei Devir[8])
- Slowakisch und tschechisch: Andor – dobrodružné legendy (bei Albi[9])
- Portugiesisch: As lendas de Andor (bei Devir)